# Pirita (wijk)
Pirita is een subdistrict of wijk (Estisch: asum) binnen het stadsdistrict Pirita in Tallinn, de hoofdstad van Estland. De wijk telde 1.095 inwoners op 1 januari 2020. Zowel de wijk als het district ontleent zijn naam aan het Piritaklooster, dat in de wijk ligt.

## Geografie
In Pirita mondt de rivier Pirita uit in de Baai van Tallinn, die onderdeel uitmaakt van de Finse Golf. Het strand van Pirita is het langste van Tallinn en trekt in de zomer soms wel 30.000 bezoekers per dag.
De omringende wijken, van zuid naar noord Maarjamäe, Kose, Kloostrimetsa, Mähe en Merivälja, liggen allemaal in het stadsdistrict Pirita.

## Bijzonderheden

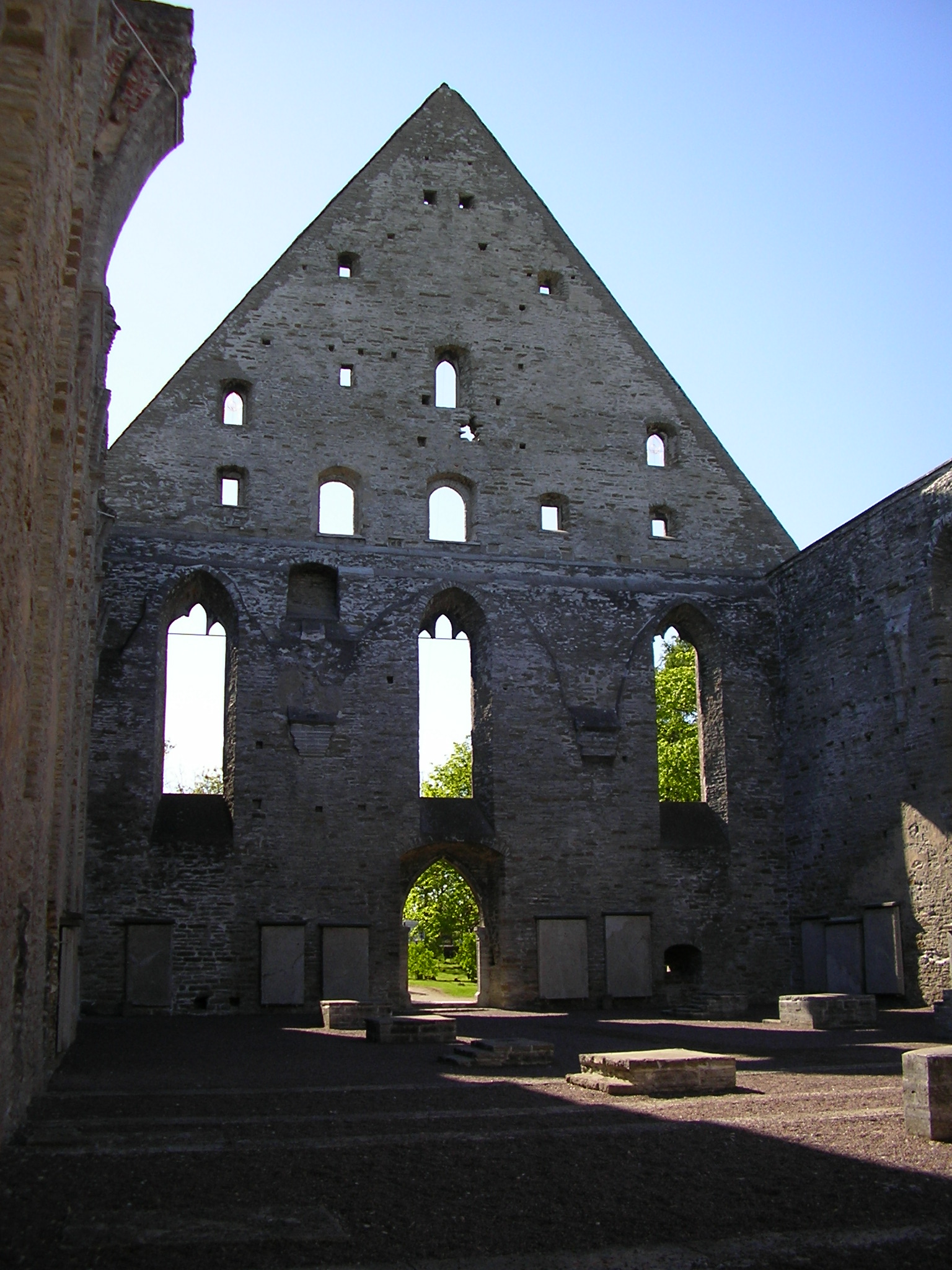
De ruïne van het Piritaklooster

Het Piritaklooster kwam gereed in 1436. In die tijd was Estland in handen van de Duitse Orde. De Duitse naam van het klooster was Sankt Brigittenkloster. In het Estisch werd dat Pirita klooster. Het klooster werd bewoond door zowel monniken als nonnen van de Orde der Birgittijnen en Birgittinessen en stond onder leiding van een abdis. Het werd verwoest in 1577, tijdens de Lijflandse Oorlog. Daarna is het nooit meer opgebouwd, niet in de laatste plaats omdat de oorlog gewonnen was door het protestantse Zweden. De ruïne staat er nog steeds; ze is een belangrijke toeristische attractie.
De wijk Kloostrimetsa (‘Kloosterbos’) was vroeger het bos dat eigendom was van het klooster.

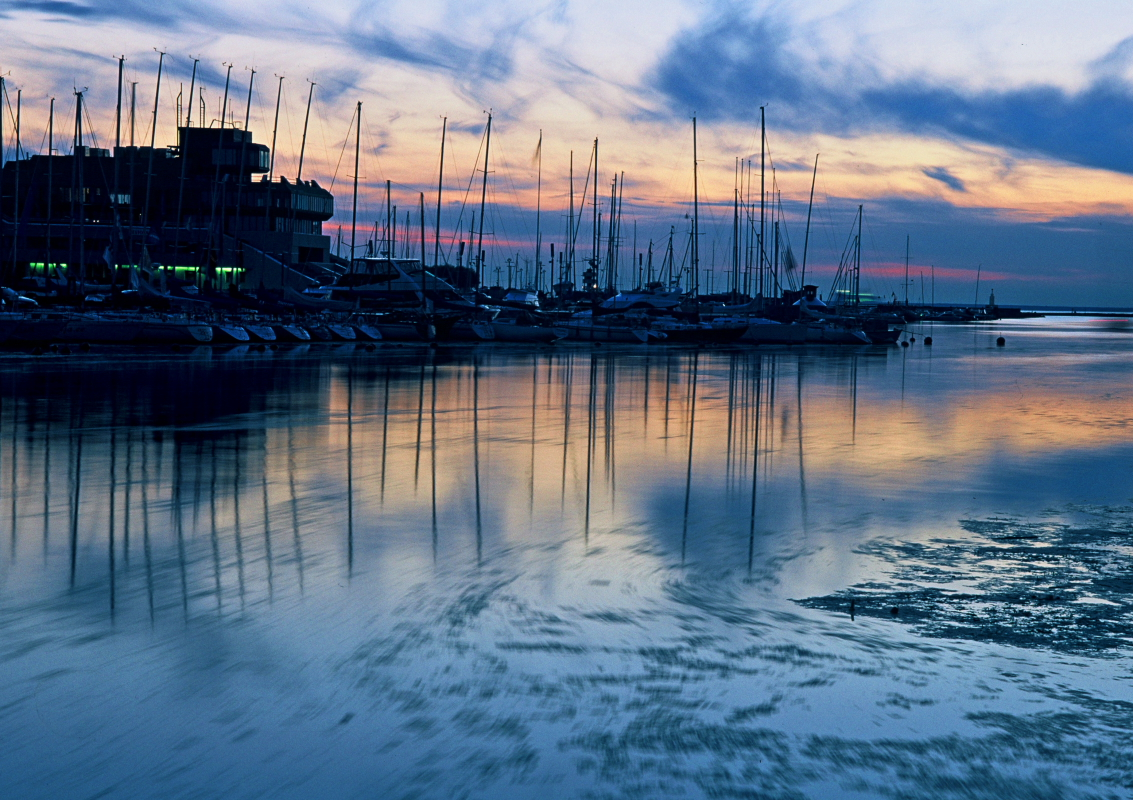
De jachthaven bij avond

Sinds 2001 ligt er in de nabijheid van het oude klooster weer een nieuw, klein klooster, bewoond door birgittinessen. Ernaast ligt het kerkhof van de wijk, dat uit de late 19e eeuw dateert.
In de monding van de rivier Pirita is in de late jaren zeventig van de 20e eeuw een haven aangelegd, die is gebruikt bij de Olympische Zomerspelen van 1980. Hier werden de zeilwedstrijden gehouden. De haven is nog steeds in gebruik als jachthaven.
In de wijk ligt ook een velodroom. Het grasveld in het midden wordt als voetbalveld gebruikt.